# Зоуи 101
Зоуи 101 (англ. Zoey 101) — американский телесериал. Транслировался на канале Nickelodeon с 9 января 2005 года по 2 мая 2008 года. Идея сериала принадлежит Дэну Шнайдеру. Главную роль Зоуи играла Джейми Линн Спирс, она также исполнила заглавную песню сериала «Follow Me».
Зоуи 101 был одним из самых рейтинговых и успешных телесериалов на канале Nickelodeon в 2000-е годы. Он был номинирован на прайм-таймовую премию «Эмми» в 2005 году как «Выдающаяся детская программа». Выигрывал три премии Kids' Choice Awards, «Молодой актёр» за актёрский состав и премию NeoX Fan Award..
Телесериал является самым дорогим проектом канала Nickelodeon, так как он был снят полностью на натуре в Малибу, штат Калифорния.
В настоящее время телесериал доступен для покупки на DVD и в цифровых магазинах онлайн, таких как iTunes, Google Play, YouTube и Amazon Prime Video. Также было выпущено несколько саундтреков и видеоигр, основанных на нем. Сериал официально прекратил производство в августе 2007 года после съемок своего последнего сезона, который вышел в эфир пять месяцев спустя, в январе 2008 года. Беременность Спирс сделала этот сезон спорным, однако шоу не отменили. Только в октябре 2007 года — через два месяца после завершения последнего сезона стало известно о ее беременности.

## Сюжет
Сериал развивается вокруг Зои Брукс, которая поступает в Тихоокеанскую береговую академию, школу, в которую раньше допускались только мальчики. Там уже учится ее младший брат, Дастин. На протяжении всего сериала Зои и ее друзья сталкиваются с разными жизненными ситуациями во время учебы в академии, которые закаляют их характер. По мере развития сериала они становятся дружнее и помогают друг другу.

## В ролях
- Джейми Линн Спирс — Зоуи Брукс
- Пол Батчер — Дастин Брукс
- Шон Флинн — Чейз Мэтьюз
- Кристин Эррера — Дана Круз
- Алекса Николас — Николь Бристоу
- Кристофер Месси — Майкл Баррет
- Эрин Сандерс — Квинн Пенски
- Мэтью Андервуд — Логан Риз
- Виктория Джастис — Лола Мартинес
- Остин Батлер — Джеймс Гарретт

## Эпизоды
| Сезон | Эпизоды | Премьера сезона  | Финальный показ |
| ----- | ------- | ---------------- | --------------- |
| 1     | 13      | 9 января 2005    | 1 мая 2005      |
| 2     | 13      | 11 сентября 2005 | 16 апреля 2006  |
| 3     | 25      | 24 сентября 2006 | 4 января 2008   |
| 4     | 14      | 27 января 2008   | 2 мая 2008      |

## Саундтрек
Саундтрек к сериалу, Zoey 101: Music Mix был выпущен 7 марта 2006 года. В альбом вошла музыка в стиле поп и рок. К июню 2016 года на iTunes были доступны только треки 2, 4, 9 и 10.
| №                   | Название                           | Recording Artist(s)   | Длительность |
| ------------------- | ---------------------------------- | --------------------- | ------------ |
| 1.                  | «Follow Me» (Instrumental Version) | Джейми Линн Спирс     | 1:23         |
| 2.                  | «Predictable»                      | Good Charlotte        | 3:10         |
| 3.                  | «Louder»                           | The Piper Downs       | 3:58         |
| 4.                  | «Calling All Angels»               | Train                 | 4:03         |
| 5.                  | «Mandy»                            | Jonas Brothers        | 2:49         |
| 6.                  | «Vacation»                         | The Go-Go's           | 3:00         |
| 7.                  | «Permanent Midnite»                | Saucy Monky           | 2:25         |
| 8.                  | «Found Out About You»              | Gin Blossoms          | 3:54         |
| 9.                  | «Highway to Nowhere»               | Drake Bell            | 4:03         |
| 10.                 | «All I Want»                       | Toad the Wet Sprocket | 3:17         |
| 11.                 | «It's True»                        | Odds Against Tomorrow | 2:26         |
| 12.                 | «Okay»                             | Backhouse Mike        | 3:32         |
| Общая длительность: | Общая длительность:                | Общая длительность:   | 38:00        |

## Видеоигры
Видеоигра под названием Zoey 101 была выпущена в марте 2007 года для приставки Game Boy Advance. Еще одна игра под названием Zoey 101: Field Trip Fiasco была выпущена 11 сентября 2007 года для Nintendo DS. Обе видеоигры были опубликованы THQ и разработаны Barking Lizards и получили плохой прием и негативные отзывы от таких сайтов, как IGN и Common Sense Media.

## Критика
Сериал получил положительные отзывы от целевой аудитории, набрав высокие баллы среди тинейджеров. Это было лучшее шоу Nickelodeon за восемь лет. Премьера эпизода «Прощай, Зои» стала самым рейтинговым событием в прямом эфире, когда-либо показанным на Nickelodeon, с более чем 7,3 миллионами зрителей. Финал сериала «Погоня за Зои» стал самым рейтинговым на всем телевидении, включая подростков 12-17 лет, переплюнув даже American Idol. Телесериал имеет рейтинг 8.2 / 10 на TV.com, 6/10 на IMDb и 3/5 на Common Sense Media.
Критика шоу исходила в основном от взрослых зрителей и включала утверждения о том, что шоу нереалистично.

## Награды
| Год  | Награда                             | Категория                                                                    | Победитель | Результат |
| ---- | ----------------------------------- | ---------------------------------------------------------------------------- | --- | --------- |
| 2005 | Teen Choice Awards                  | Choice TV Breakout Show                                                      | Зоуи 101 | Номинация |
| 2005 | Teen Choice Awards                  | Прорыв на телевидении                                                        | Джейми Линн Спирс | Номинация |
| 2005 | Primetime Emmy Awards               | Выдающаяся детская программа                                                 | Зоуи 101 | Номинация |
| 2005 | Casting Society of America          | Лучший кастинг                                                               | Шарон Лебляйн | Номинация |
| 2006 | 2006 Kids' Choice Awards            | Любимая актриса телевидения                                                  | Джейми Линн Спирс | Победа    |
| 2006 | Young Artist Awards                 | Лучший детский ансамбль на телевидении                                       | Шон Флинн Пол Батчер Кристин Эррера Виктория Джастис Кристофер Масси Алекса Николас Эрин Сандерс Джейми Линн Спирс Matthew Underwood | Победа    |
| 2007 | 2007 Kids' Choice Awards            | Любимая актриса телевидения                                                  | Джейми Линн Спирс | Номинация |
| 2007 | Kids' Choice Awards Germany         | Любимый актер/актриса                                                        | Джейми Линн Спирс | Победа    |
| 2007 | 2007 UK Kids' Choice Awards         | Лучшая актриса телевидения                                                   | Джейми Линн Спирс | Номинация |
| 2007 | 2007 Australian Kids' Choice Awards | Любимый телесериал канала Nick                                               | Зоуи 101 | Номинация |
| 2007 | Young Artist Awards                 | Лучшее выступление на телевидении. Главная роль                              | Джейми Линн Спирс | Номинация |
| 2007 | Young Artist Awards                 | Лучшее выступление на телевидении. Роль второго плана                        | Пол Батчер | Номинация |
| 2007 | Young Artist Awards                 | Лучшее выступление на телевидении. Роль второго плана                        | Виктория Джастис | Номинация |
| 2007 | Young Artist Awards                 | Лучший семейный телесериал                                                   | Зоуи 101 | Номинация |
| 2007 | Young Artist Awards                 | Best Young Ensemble Performance In A TV Series (Comedy or Drama)             | Jamie Lynn Spears Paul Butcher Sean Flynn Victoria Justice Christopher Massey Alexa Nikolas Erin Sanders Matthew Underwood           | Победа    |
| 2007 | Casting Society of America          | Лучший детский кастинг                                                       | Криша Буллок | Номинация |
| 2008 | 2008 Kids' Choice Awards            | Любимая актриса телевидения                                                  | Джейми Линн Спирс | Номинация |
| 2008 | Young Artist Awards                 | Лучшее выступление на телевидении. Главная роль                              | Джейми Линн Спирс | Номинация |
| 2008 | Young Artist Awards                 | Лучшее выступление на телевидении. Роль второго плана                        | Эрин Сандерс | Победа    |
| 2008 | Young Artist Awards                 | Лучший семейный телесериал                                                   | Зоуи 101 | Номинация |
| 2008 | Young Artist Awards                 | Best Young Ensemble Performance In A TV Series                               | Jamie Lynn Spears Paul Butcher Sean Flynn Victoria Justice Christopher Massey Erin Sanders Matthew Underwood                         | Номинация |
| 2008 | Casting Society of America          | Outstanding Achievement in Casting — Children's Series Programming           | Krisha Bullock | Номинация |
| 2009 | 2009 Kids' Choice Awards            | Favorite TV Show                                                             | Zoey 101 | Номинация |
| 2009 | Young Artist Awards                 | Best Performance In A TV Series (Comedy or Drama) - Supporting Young Actress | Erin Sanders | Номинация |
| 2013 | Neox Fan Awards                     | Best Neox Kidz series                                                        | Zoey 101 | Победа    |